# ام۷ (متروی استانبول)
ام۷ (ترکی استانبولی: M7 Kabataş–Mahmutbey metro hattı) یکی از خطوط متروی استانبول است.
این خط که در سال ۲۰۲۰ تأسیس شده دارای ۱۵ ایستگاه و ۲۴٫۵ کیلومتر طول است.

## نگارخانه

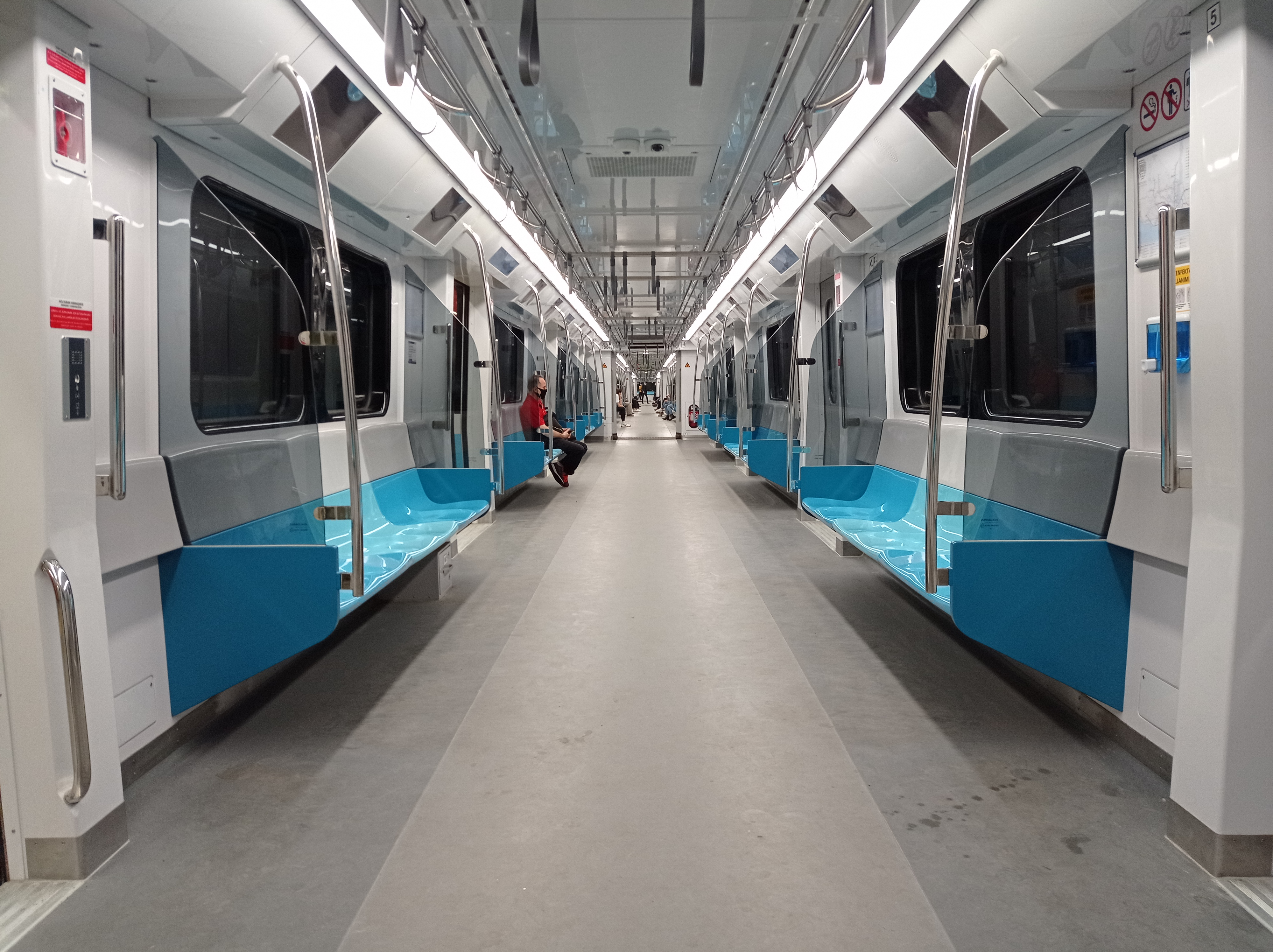
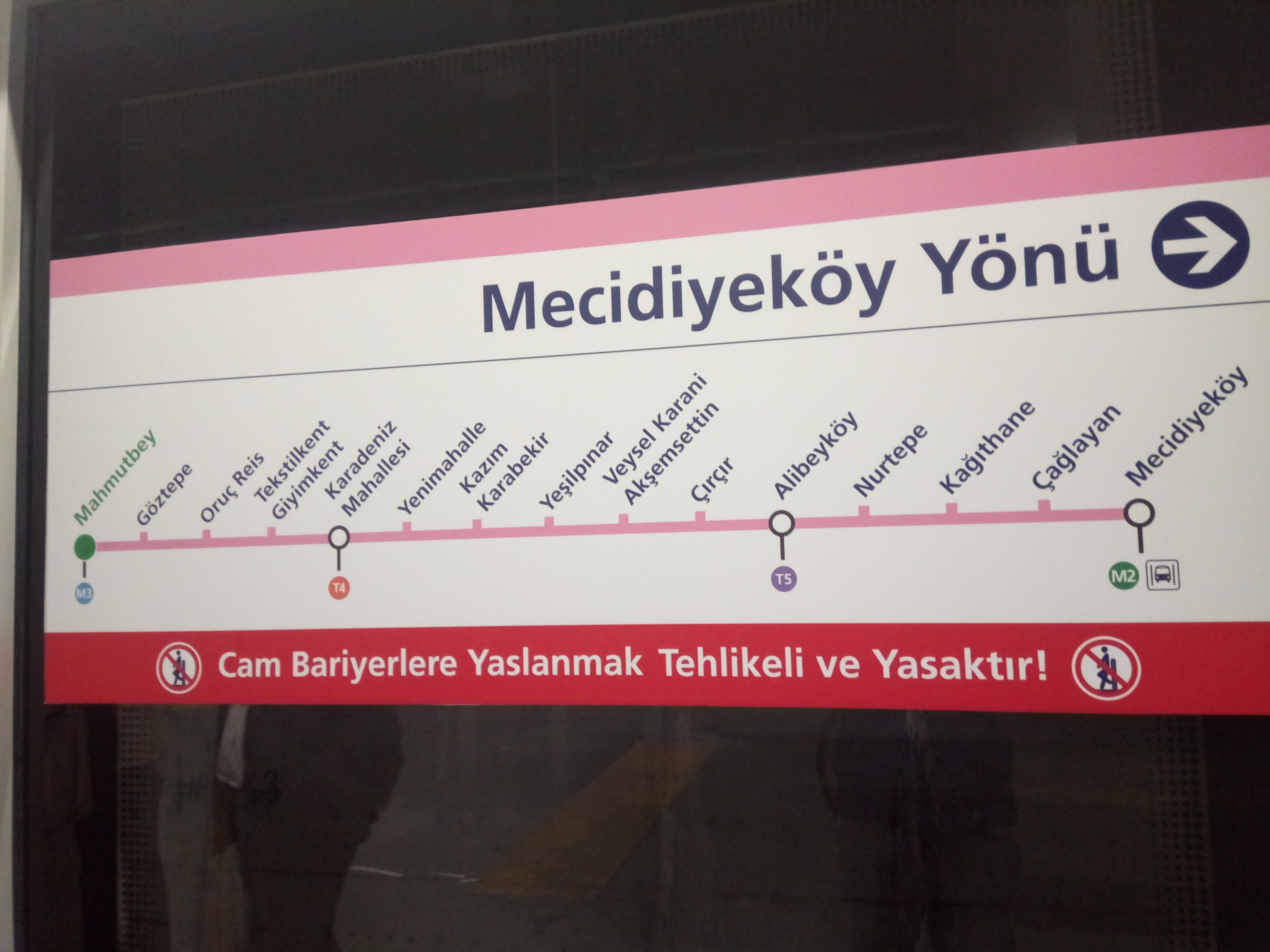
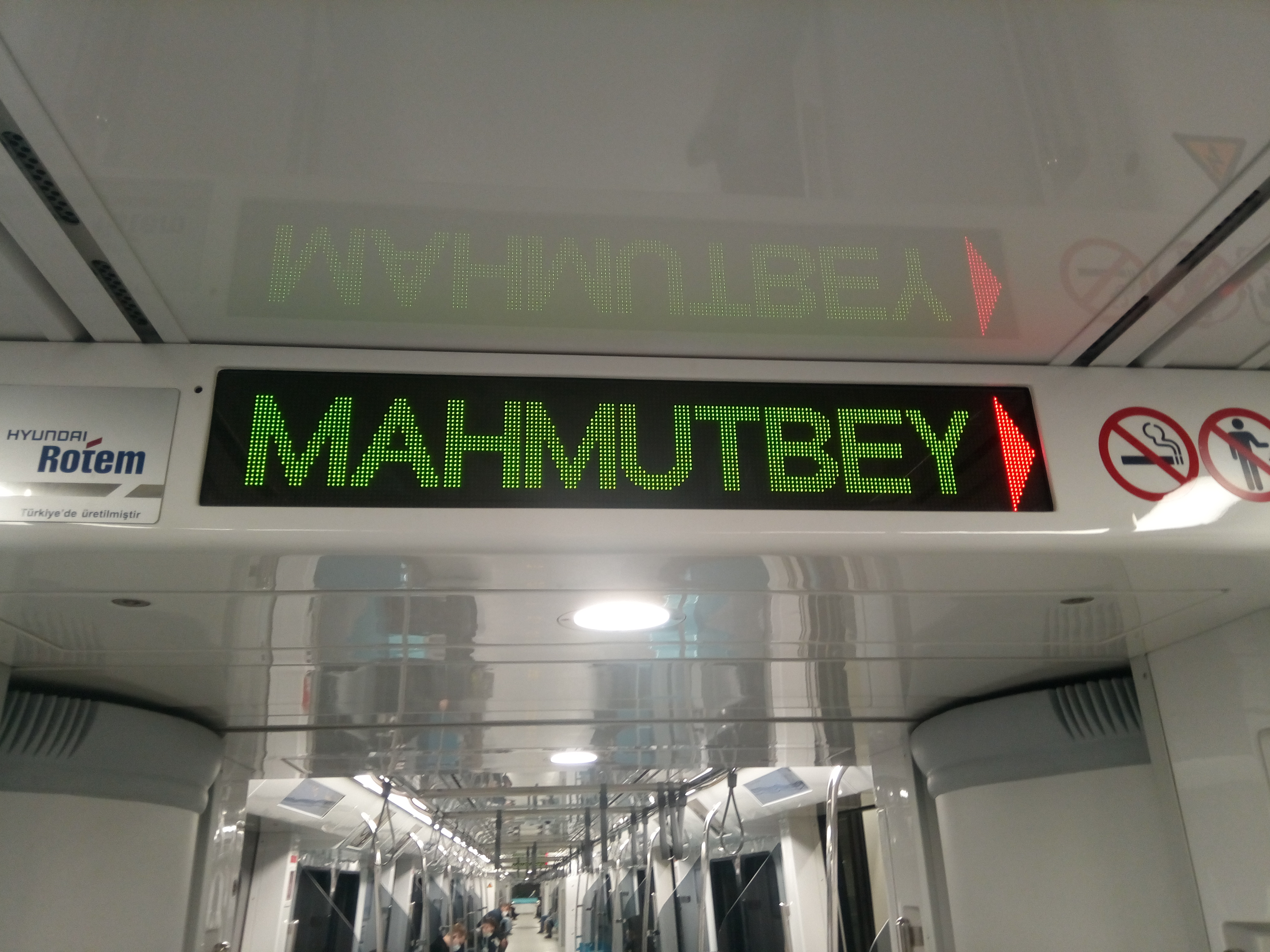
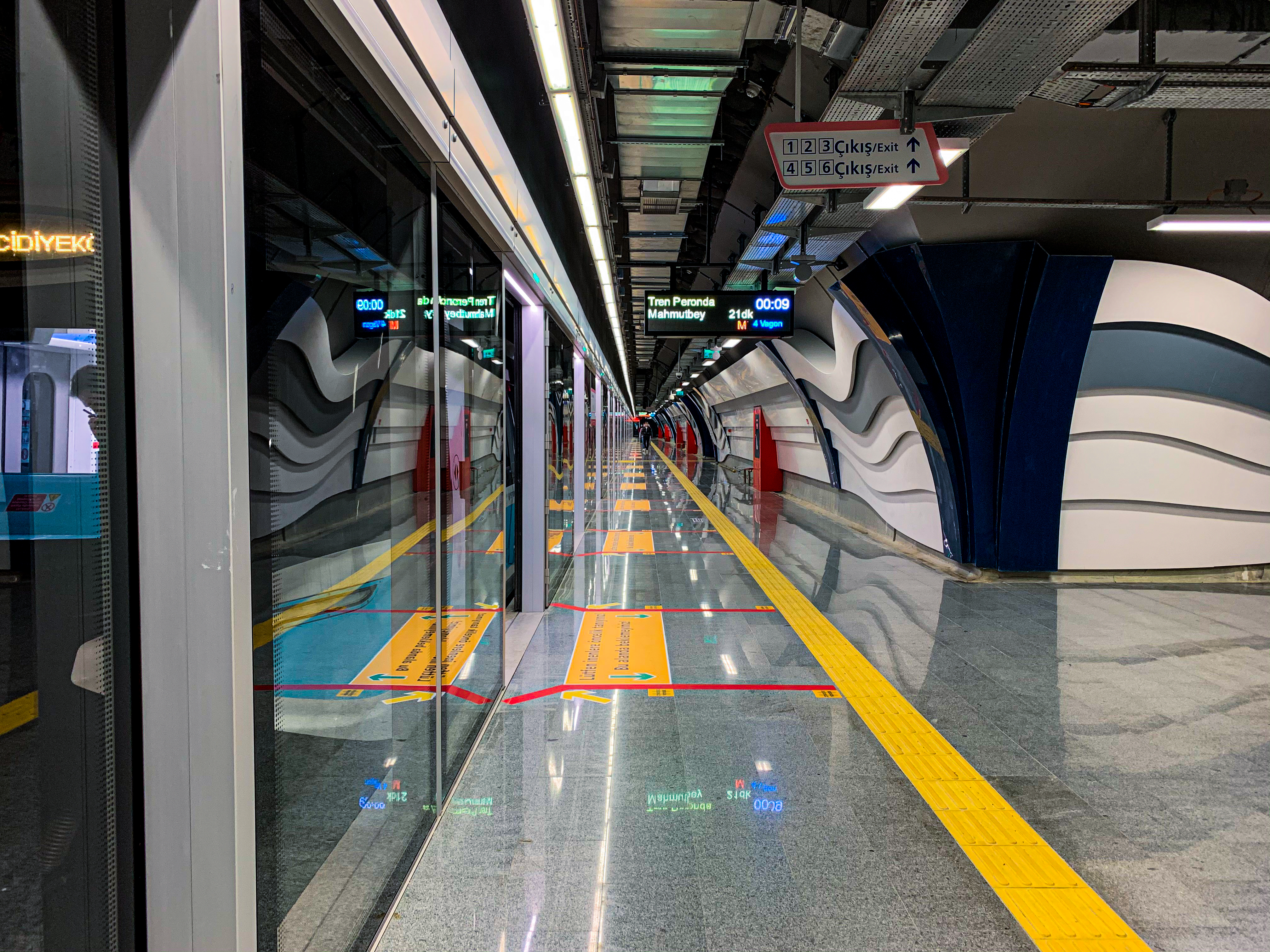